# Філімонов Дмитро Федорович
Дмитро Федорович Філімонов (нар.. 27 травня 1958 року, сел. Іллінське, Московська область, Російська РФСР, СРСР) — радянський і російський актор театру, кіно і озвучування, режисер дубляжу, бард.

## Біографія
Народився 27 травня 1958 року в селищі Іллінське (нині входить до Раменського району). 
У дитинстві мріяв стати директором кондитерської фабрики, але пізніше, у школі, виступаючи на святі, він вирішив стати артистом і, вже навчаючись у старших класах, виступав у складі Молодіжного театрального колективу Палацу культури ім. Леніна в м. Жуковському.
Після закінчення школи вступив до Російського інституту театрального мистецтва (ГІТІС) на експериментальний курс С. Г. Гушанського, де на другому курсі познайомився з педагогом Лідією Миколаївною Князєвою. До кінця четвертого курсу він вже грав у п'яти виставах Московського театру юного глядача. Кафедра, яка приходила дивитися дитячі ранки за його участі, у 1980 році видала йому диплом про закінчення ГІТІСу з відзнакою. Довгий час Дмитро Філімонов був єдиним актором-травесті в Тюгу.
З другого курсу паралельно працював на Всесоюзному радіо в дитячій редакції і, володіючи юнацьким і навіть дитячим голосом, за 20 років озвучив безліч радіовистав. Дорослих персонажів став грати тільки з 35 років.

## Творчість
В середині 1990-х років, вже маючи досвід голосової роботи, він потрапляє на студію «Варус-Відео» і починає дублювати фільми і мультфільми для відеокасет. Згодом Дмитрові Філімонову почали надходити пропозиції від студій «Фортуна-Фільм», «Нота» і «СВ-Дубль», тому йому довелося покинути ТЮГ і повністю зосередитися на озвучуванні.
За словами актора, його нинішнє амплуа в озвучці — «карлики, п*****сти і негідники». Також працює режисером дубляжу і закадрового озвучення, продовжує озвучувати радіоспектаклі і комп'ютерні ігри, грає в антрепризах.
Періодично Дмитро Філімонов озвучує персонажів рекламних роликів, серед них — M&m's (в 1998—2014 роках і з 2018 року):
Наприклад, нещодавно [2005 року] я записував черговий ролик […], де потрібно було всього лише прокричати «А-а-а!» один раз. Так ми записували цей крик на всі лади більше трьох годин.

У грудні 2013 року читав вірші Федеріко Гарсіа Лорки («Гітара») та Миколи Рубцова («Добрий Філя») для проєкту «Скромна чарівність буржуйки» в рамках «Нової газети».

## Особисте життя
Станом на 2004 рік перебував у третьому шлюбі, від усіх шлюбів має п'ять дітей. Один з них, Валентин Філімонов (нар.. 1983), — перекладач телесеріалів і мультсеріалів. З 2013 року одружений з Іриною Поддубко, звукорежисеркою театру «Сфера».

## Фільмографія
- 2014 — Мент у законі 9 — Міхалич (фільм № 8 «Ціна таблетки»)
- 2013 — СашаТаня — Микола Євгенович Архипов, батько Тані
- 2012 — Одна за всіх — пасажир літака (127-а серія)
- 2011 — Свати 5 — Дмитро, продавець в квітковому магазині (1 серія)
- 2010 — Круїз — лікар (2-га серія)
- 2010 — Будинок зразкового утримання — слідчий (25та серія)
- 2009 — Кармеліта. Циганська пристрасть — Віктор Петрович, чиновник з опіки (207—208, 211—213 серії)
- 2008 — 2011 — Універ — Микола Євгенович Архипов, батько Тані
- 2008 — Попелюшка 4×4. Все починається з бажань — паж, старий слуга Феї / Павло, сусід Даші
- 2006 — В'язниця особливого призначення — співробітник в'язниці (12-та серія)
- 2003—2010 — Генії і лиходії минаючої епохи (документальний, Росія) — Волт Дісней / Адольф Гітлер / Артур Конан Дойл / Михайло Врубель / Нісефор Ньєпс / озвучення персонажів закадрових
- 1998 — Круті: смертельне шоу
- 1987 — Честь маю — чорносотенець у дрезини
- 1984 — Маленьке ласку — Міша, музикант з групи Валентина Озерникова
- 1976 — Вся справа в браті — однокласник Фрола Калиткіна (в титрах не вказаний)

## Дубляж і закадрове озвучення

### Фільми
- 2003 — Володар перснів: Повернення короля — Перегрін «Піппін» Тук
- 2002 — Володар кілець: Дві веі — Перегрін «Пиппин» Тук
- 2001 — Володар кілець: Братство Персня — Перегрін «Піппін» Тук
- 2001 — Доктор Дуліттл 2 — Хамелеон[5]
- 1999 — Ноттінг Гілл — Мартін[6]
- 1997 — П'ятий елемент — Девід (Дубляж «Мосфільм», 1997 р.); Девід, Біллі, Рубі Рід, третина чоловічих ролей (закадрова озвучка НТВ+ на замовлення НТВ, 2000 р.)[7]
- 1990 — Назад у майбутнє 3 — Марті МакФлай, Шеймус МакФлай (у головній ролі Майкл Джей Фокс) (закадровий переклад ОРТ)
- 1989 — Спілка мертвих поетів — Тодд Ендерсон (дубляж «СВ-Дубль» на замовлення ВДТРК, 1996 р.)[7]
- 1989 — Назад у майбутнє 2 — Марті МакФлай, Марті МакФлай молодший (у головній ролі Майкл Джей Фокс), деякі епізодичні чоловічі ролі (закадровий переклад ОРТ)
- 1985 — Назад у майбутнє — Марті МакФлай (роль Майкл Джей Фокс), деякі епізодичні чоловічі ролі (закадровий переклад ОРТ)[7][8]

### Телесеріали
- 2011 — Гра престолів — дубляж для РЕН-ТБ — Джора Мормонт, другорядні персонажі[6]
- 2007—2012 — Дівчина-пліткарка (закадрове озвучення для телеканалу «Росія») — половина чоловічих ролей[5]
- 2004—2010 — Загублені — Чарлі Пейс, перекладач Догена[9]
- 1997—2001 — Телепузики — Діпсі (дубляж студії «Нота» для РТР, 2000—2002 рр.)[10]
- 1994—1999 — Вавилон-5 (закадрове озвучення студії Селену Int. для ТВ3) — Лондо, Г'Кар, Бестер, доктор Франклін, Маркус[5]
- 1991—1994 — Вона знає всі — Сем Андерс
- 1990—2000 — Район Беверлі-Гіллз, 90210 — Девід Сільвер

### Мультфільми і мультсеріали
- 2014—2019 — Всесвіт Стівена — диктор, половин чоловічих ролей, Александріт (79-та серія)[11]
- 2009 — дотепер — Покемон — Мяут, другорядні персонажі[7]
- 2007 — Шрек мороз, зелений ніс — Пряня[12]
- 2001 — Шрек — Пряня[13]
- 1996—2004 — Ей, Арнольд![10] — Сід, містер Хьюн, другорядні персонажі з 4-го сезону
- 1994—1998 — ААА!!! Справжні монстри[10] — Айкіс

### Відеоігри
- 1999 — Tomb Raider: The Last Revelation — Вернер фон Крой[14]
- 2000 — Tomb Raider: Chronicles —  Ларсон[15], П'єр Дюпон[16], Вернер фон Крой[14]
- 2003 — Tomb Raider: The Angel of Darkness — Вернер фон Крой[14], Йоахім Карел[17]
- 2005 — Fahrenheit — Маркус Кейн, Томмі, Дмитро Курякин, Девід Кейдж (у навчанні)[13]
- 2006 — The Elder Scrolls IV: Oblivion — Вален Дрет, Шеогорат, Джіггалаг[13]
- 2006 — Tomb Raider: Legend — Алістер Флетчер
- 2008 — Tomb Raider: Underworld — Алістер Флетчер
- 2008 — Lost: Via Domus — Чарлі Пейс[18]
- 2009 — The Elder Scrolls V: Skyrim — Клавікус Вайл, відьми-ворони, ворожі маги і некроманти людських рас[19]

### Режисер дубляжу
- 2007 — Особина
- 2007 — Фантастична четвірка[en]
- 2007 — Дивакуваті родичі (дубляж KidsCo)
- 2009—2011 — Теорія брехні
- 2012 — Алькатрас
- 2013 — Черв'як Джим (дубляж KidsCo)
- 2013 — Космо-мавпи
- 2013 — Том і Джеррі в дитинстві (дубляж студії «Піфагор»)
- 2014—2019 — Стівен Юніверс[20]
- 2014—2015 — Покемон (6-9 сезони, спільно з Володимиром Герасимовим)
- 2015 — єгіптус
- 2016 — Свин Коза Банан Цвіркун[en]
- 2016—2018 — Школа року (спільно з Костянтином Сапроненковим)
- 2017 — Божевільні гонки[en]
- 2017—2018 — Чудовисько Бансен (спільно з Костянтином Сапроненковим)

## Озвучення

### Мультфільми і мультсеріали
- 2021 — Від гвинта 2 — снігоприбирач
- 2019—2020 — Лео і Тіг — Пугач, кускус Оппа, король кускусів, хамелеон
- 2018 — Казковий патруль — Троль-музикант, Король тролів, троль-кат (у серії «Ді-джей»)
- 2018—2019 — СОЦЗАБЕЗ — хом'ячок, поліцейський, головний бандит, дід Олесі, старійшина
- 2018 — Садко — папуга Яша
- 2016 — Бременські розбишаки — Петруччо
- 2016 — Вовки і вівці: ме-е-е-га перетворення — епізоди
- 2015 — Незвичайна подорож Серафими — доктор
- 2015 — Богатирша — Воєвода
- 2015 — Чарівник рівноваги. Таємниця Сухаревої вежі
- 2013 — Чебурашка — Стара Шапокляк, листоноша на мопеді[21]
- 2012 — Від гвинта 3D
- 2012 — Рижик — батько Рижика
- 2011 — Кукарача 3D
- 2010 — Крокодил Гена — Стара Шапокляк, листоноша на мопеді[21]
- 2010 — Весна в Простоквашино — кіт Матроскін[22]
- 2010—2012 — Білка і Стрілка. Пустотлива сімейка — усі чоловічі ролі (1-21, 27-29 серії)
- 2010—2015 — Новатори — інопланетянин Нео, усі чоловічі ролі
- 2008 — Нові пригоди Бабки Йожки — Филимон
- 2007 — Ведмежий кут — кіт Василь
- 2006 — Елька — Мартик, Псих
- 2006 — Бабка Йожка та інші — Филимон, Царевичі
- 2006 — Особливий — один з байкерів, поет Аркадій Троянський
- 2006 — Еволюція Петра Сенцова
- 2006 — Спасик і його команда — всі ролі
- 2005 — Мужність папугу Кеші — худий грабіжник, кіт[23]
- 2005 — Чарівні пагорби (Пригоди Елькі та його друзів) — Умба
- 2004 — Незнайко і Баррабасс — ковбой Мік
- 2002 — Комашки — ряд комах
- 1999 — Незнайко на Місяці — Цветик (Куди зникла ракета)

### Телебачення і документальні фільми
- Самі з вусами (ОРТ/Перший канал) — закадровий голос
- Доброго ранку (Перший канал) — закадровий голос в 2008—2015 роках
- Справжнє Смішне Телебачення — голос телеканалу
- Повернення нонконформіста (документальний, 2011) — закадровий голос